# Astragalus ensiformis
Astragalus ensiformis là một loài thực vật có hoa trong họ Đậu. Loài này được M.E.Jones miêu tả khoa học đầu tiên.